# Marlen Khoutsiev
Marlen Martynovitch Khoutsiev (en russe : Марлен Мартынович Хуциев), né le 4 octobre 1925 à Tbilissi (RSS de Géorgie) et mort le 19 mars 2019 à Moscou (Russie), est un réalisateur et scénariste soviétique puis russe d'origine géorgienne, connu pour ses films culte des années 1960, dont J'ai vingt ans, tourné en 1962 et sorti en 1965. Il est aussi acteur et pédagogue.
Il est honoré du titre Artiste du peuple de l'URSS en 1986.

## Biographie
Le père du futur réalisateur, Martyn Levanovitch Khoutsychvili (1900-1937), un vieux bolchevik, périt lors des grandes purges[réf. souhaitée]. Sa mère, Nina Mikhaïlovna née Outenechvili (1905-1957), est actrice.
Marlen étudie la réalisation sous la direction d'Igor Savtchenko à l'Institut national de la cinématographie et obtient son diplôme en 1952. Son court métrage de fin d'études Gradostroïteli est consacré aux travailleurs de construction de Moscou. En 1954, il est assistant de Boris Barnet.
Il travaille au Studio d'Odessa en 1953-1958, où son film Le Printemps dans la rue Zaretchnaïa, tourné avec l'ancien camarade de classe Felix Mironer en 1956, fait la renommée du jeune réalisateur. L'histoire délicate et lyrique de la génération d'après-guerre, ses inquiétudes et ses rêves, et son premier amour ont été très appréciés.
Il est réalisateur au Gorki Film Studio en 1959-1965. Là en 1962, il réalise son film le plus controversé  J'ai vingt ans, d'après le scénario de Guennadi Chpalikov. Initialement réalisé sous le titre La Porte Ilitch, du nom d'un quartier de Moscou, le film fut, sous la pression des autorités soviétiques, remanié et son titre modifié
Sa carrière continue aux studios Mosfilm à partir de 1965. Il adapte également au théâtre Sovremennik la pièce d'Arthur Miller Incident à Vichy, (Incident at Vichy, 1965) en 1967 et en 1986.
Élu directeur artistique du Studio Ekran en 1968, il restera à ce poste jusqu'en 1971.
À partir de 1978, Khoutsiev enseigne à l'Institut national de la cinématographie et à partir de 1987, nommé professeur, y dirige le département réalisation. Depuis 1989, il se trouve à la tête de la Guilde des réalisateurs de Russie.
En 1994 et en 1995, le réalisateur préside le festival du film Fenêtre sur l'Europe (en russe : Окно в Европу) se déroulant à Vyborg.
Le 19 décembre 2008, lors du VIIe congrès de l'Union des cinéastes de Russie, il est élu président de cette organisation, remplaçant à ce poste Nikita Mikhalkov qui conteste la décision de ses collègues. Finalement le résultat du vote sera annulé par le tribunal de la Presnia le 17 mars 2009 et Mikhalkov reprendra ses fonctions.
Au Festival international du film de Locarno, qui se tient dans la ville suisse du 5 au 15 août 2015, propose une rétrospective de Marlen Khutsiev. Avant son 90e anniversaire, le réalisateur reçoit également un Léopard d'honneur au festival pour sa contribution au cinéma[réf. souhaitée].
Il meurt à l’hôpital Botkine de Moscou le 19 mars 2019 et est inhumé au cimetière Troïekourovskoïe.

## Filmographie
- 1950 : Gradostroiteli (court-métrage)
- 1956 : Le Printemps dans la rue Zaretchnaïa (Весна на Заречной улице / Vesna na Zaretchnoï oulitse), coréalisateur Felix Mironer
- 1959 : Les Deux Fedor (Два Фёдора / Dva Fedora)
- 1965 : J'ai vingt ans (Мне двадцать лет / Mne dvadtsat' let), titre original : La Porte Ilitch (Застава Ильича / Zastava Ilitcha)
- 1967 : Pluie de juillet (Июльский дождь / Iyulskiy dozhd)
- 1970 : C'était le mois de mai (Был месяц май / Byl messiats maï) téléfilm
- 1971 : Le Voile rouge de Paris (Alyy parous Parija) téléfilm
- 1974 : Et pourtant je crois (coréalisateur Elem Klimov, images de German Lavrov), film inachevé de Mikhaïl Romm
- 1984 : Postface (Послесловие / Poslesloviye)
- 1991 : Infinitas (Бесконечность / Beskonetchnost)
- 2001 : Les Gens de 1941 (ru) (Люди 1941 года) (documentaire)
- 2013 : Venice 70: Future Reloaded (documentaire) (segment « In perpetuum infinituum »)

Projet
- Ma préférée vie (Любимая моя жизнь!/Невечерняя / Lubimaya moïa zhizn/Nevechernyaya)[6].

## Hommages
Le prix Nika dans la nomination "l'Honneur et la dignité" (Честь и достоинство) récompensant l'ensemble de son œuvre lui est remis en 2005.
Si aucun de ses films n'est sorti en France, un hommage lui est cependant rendu au Festival de La Rochelle en 2003, et une rétrospective lui est consacrée à la Cinémathèque française en 2017. Un Léopard d'honneur lui est également remis au Festival de Locarno en 2015.

## Décorations
Décoré de l'ordre de l'Insigne d'Honneur en 1975, l'artiste reçoit le prix d'État de la fédération de Russie en 1993.
Il reçoit l'ordre du Mérite pour la Patrie de la IVe classe en 1996, de la IIIe classe en 2000 et de la IIe classe en 2006.
En 2010, il est décoré de l'ordre de l'Honneur pour sa contribution au développement de la cinématographie nationale par le président Dmitri Medvedev.
En 2016, il est décoré de l'ordre de l'Amitié.